# Underofficerskorpral

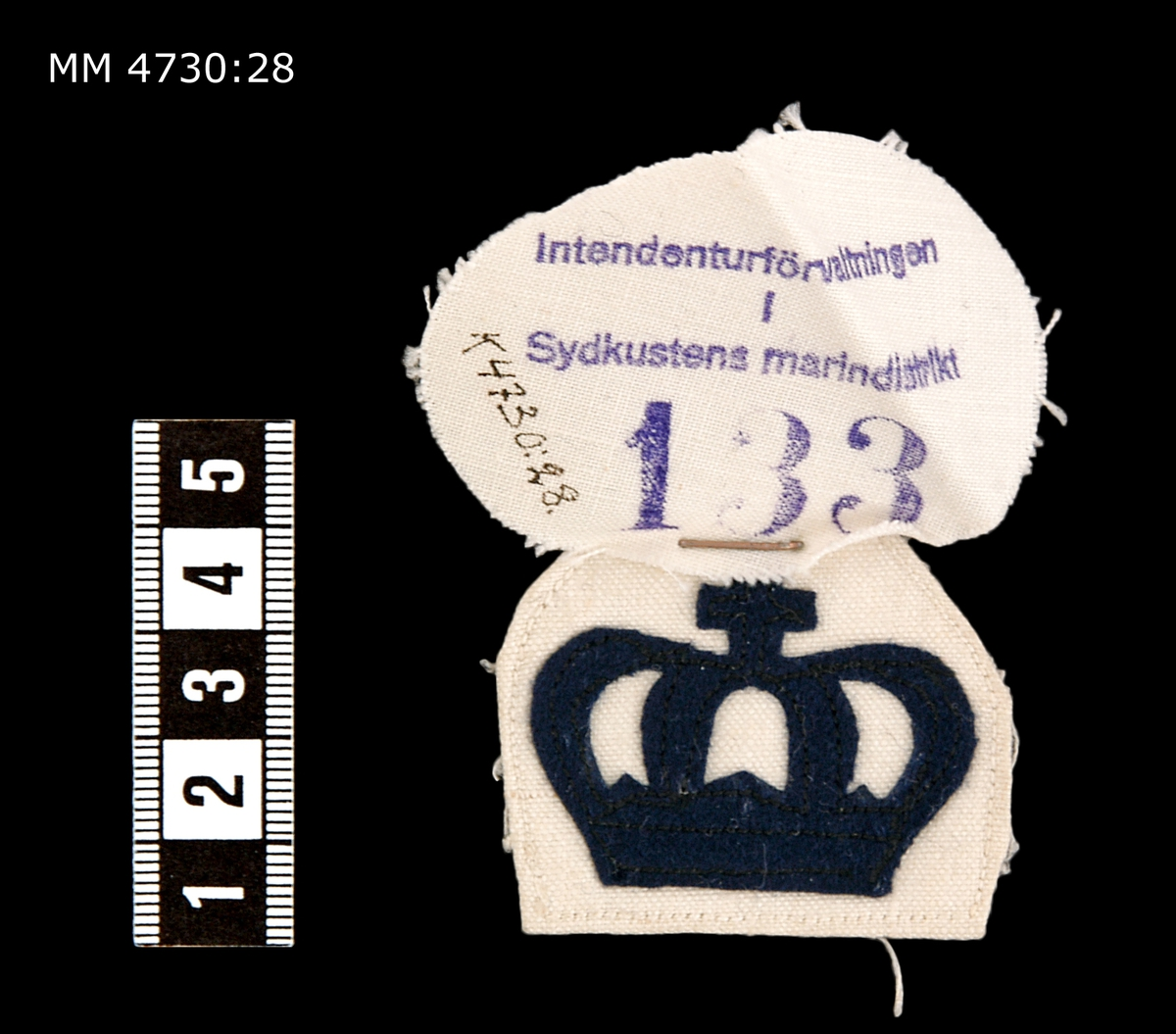
Gradbeteckning för underofficerskorpral vid flottan.

Underofficerskorpral var en tjänstegrad i den svenska flottan 1841-1919. Graden har även använts vid Marinregementet och vid vissa värvade regementen i svensk  armén.

## Flottan
Underofficerskorpralsgraden infördes 1841 när ett antal underofficerstjänster vid flottan drogs in. Som ersättning för dessa inrättades ett antal underbefälstjänster vilka benämndes underofficerskorpraler. Flottans underofficerskorpraler blev 1919 underofficerare av 3:e graden.

## Marinregementet
Vid Marinregementet fanns underofficerskorpraler till 1859 då graden där ändrades till distinktionskorpral.

## Värvade regementena
Vid vissa värvade regementen fanns även graden underofficerskorpral. Innehavarna av denna grad blev 1837 underofficerare med graden furir.